# Yohan Rossel
Yohan Rossel (Nîmes, 14 febbraio 1995) è un pilota di rally francese, vincitore nel 2019 del campionato di rally francese e nel 2021 del campionato mondiale rally nella categoria WRC-3.

## Palmarès
- World Rally Championship-3: 1
2021 su Citroën C3 R5

## Vittorie nel mondiale rally

### Vittorie nel WRC-3
| Nº | Anno | Rally                | Copilota        | Vettura           | Squadra               |
| -- | ---- | -------------------- | --------------- | ----------------- | --------------------- |
| 1  | 2021 | Rally di Monte Carlo | Benoît Fulcrand | Citroën C3 Rally2 | Saintéloc Junior Team |
| 2  | 2021 | Rally di Sardegna    | Alexandre Coria | Citroën C3 Rally2 | Saintéloc Junior Team |
| 3  | 2021 | Rally di Ypres       | Alexandre Coria | Citroën C3 Rally2 | Saintéloc Junior Team |

### Vittorie nel WRC-2
| Nº | Anno | Rally                     | Copilota          | Vettura           | Squadra              |
| -- | ---- | ------------------------- | ----------------- | ----------------- | -------------------- |
| 1  | 2022 | Rally di Croazia          | Valentin Sarreaud | Citroën C3 Rally2 | PH Sport             |
| 2  | 2022 | Rally del Portogallo      | Valentin Sarreaud | Citroën C3 Rally2 | PH Sport             |
| 3  | 2023 | Rally di Monte Carlo      | Arnaud Dunand     | Citroën C3 Rally2 | PH Sport             |
| 4  | 2023 | Rally di Croazia          | Arnaud Dunand     | Citroën C3 Rally2 | PH Sport             |
| 5  | 2024 | Rally di Monte Carlo      | Arnaud Dunand     | Citroën C3 Rally2 | DG Sport Compétition |
| 6  | 2024 | Rally del Cile            | Florian Barral    | Citroën C3 Rally2 | DG Sport Compétition |
| 7  | 2025 | Rally di Monte Carlo      | Arnaud Dunand     | Citroën C3 Rally2 | PH Sport             |
| 8  | 2025 | Rally delle Isole Canarie | Arnaud Dunand     | Citroën C3 Rally2 | PH Sport             |

## Risultati nel mondiale rally

### Risultati WRC
| 2015 | Scuderia           | Vettura             |    |  |  |  |  |  |  |  |  |  |    |  |  |  |  |  | Punti | Pos. |
| ---- | ------------------ | ------------------- | -- |  |  |  |  |  |  |  |  |  | -- |  |  |  |  |  | ----- | ---- |
| 2015 | Rallye Jeunes FFSA | Citroën DS3 R3T Max | 33 |  |  |  |  |  |  |  |  |  | 94 |  |  |  |  |  | 0     | NCº  |

| 2016 | Scuderia           | Vettura             |  |  |  |  |  |  |  |  |  |  |    |  |    |  |  |  | Punti | Pos. |
| ---- | ------------------ | ------------------- |  |  |  |  |  |  |  |  |  |  | -- |  | -- |  |  |  | ----- | ---- |
| 2016 | Rallye Jeunes FFSA | Citroën DS3 R3T Max |  |  |  |  |  |  |  |  |  |  | 20 |  | 31 |  |  |  | 0     | NCº  |

| 2017 | Scuderia | Vettura        |  |  |  |    |  |    |    |  |  |    |  |  |  |  |  |  | Punti | Pos. |
| ---- | -------- | -------------- |  |  |  | -- |  | -- | -- |  |  | -- |  |  |  |  |  |  | ----- | ---- |
| 2017 |          | Citroën DS3 R5 |  |  |  | 10 |  | 38 | 15 |  |  | 41 |  |  |  |  |  |  | 1     | 24º  |

| 2019 | Scuderia | Vettura        |    |  |  |  |  |  |  |  |  |  |  |  |  |  |  |  | Punti | Pos. |
| ---- | -------- | -------------- | -- |  |  |  |  |  |  |  |  |  |  |  |  |  |  |  | ----- | ---- |
| 2019 |          | Peugeot 208 R2 | 27 |  |  |  |  |  |  |  |  |  |  |  |  |  |  |  | 0     | 24º  |

| 2020 | Scuderia | Vettura       |    |  |  |    |  |    |    |  |  |  |  |  |  |  |  |  | Punti | Pos. |
| ---- | -------- | ------------- | -- |  |  | -- |  | -- | -- |  |  |  |  |  |  |  |  |  | ----- | ---- |
| 2020 | PH Sport | Citroën C3 R5 | 13 |  |  | 22 |  | 39 | 35 |  |  |  |  |  |  |  |  |  | 0     | 24º  |

| 2021 | Scuderia | Vettura       |    |  |    |    |   |  |  |   |    |     |  |    |  |  |  |  | Punti | Pos. |
| ---- | -------- | ------------- | -- |  | -- | -- | - |  |  | - | -- | --- |  | -- |  |  |  |  | ----- | ---- |
| 2021 |          | Citroën C3 R5 | 11 |  | 14 | 14 | 7 |  |  | 7 | SQ | Rit |  | 11 |  |  |  |  | 12    | 15º  |

| 2022 | Scuderia | Vettura           |    |  |   |    |    |  |  |  |   |     |  |    |  |  |  |  | Punti | Pos. |
| ---- | -------- | ----------------- | -- |  | - | -- | -- |  |  |  | - | --- |  | -- |  |  |  |  | ----- | ---- |
| 2022 | PH Sport | Citroën C3 Rally2 | 13 |  | 7 | 10 | 18 |  |  |  | 8 | Rit |  | 12 |  |  |  |  | 11    | 17º  |

| 2023 | Scuderia | Vettura           |   |  |  |   |   |   |  |  |    |   |   |     |  |  |  |  | Punti | Pos. |
| ---- | -------- | ----------------- | - |  |  | - | - | - |  |  | -- | - | - | --- |  |  |  |  | ----- | ---- |
| 2023 | PH Sport | Citroën C3 Rally2 | 9 |  |  | 8 | 9 | 8 |  |  | 17 | 9 | 9 | Rit |  |  |  |  | 16    | 15º  |

| 2024 | Scuderia                   | Vettura           |   |  |  |   |    |   |  |  |    |   |   |    |  |  |  |  | Punti | Pos. |
| ---- | -------------------------- | ----------------- | - |  |  | - | -- | - |  |  | -- | - | - | -- |  |  |  |  | ----- | ---- |
| 2024 | AEC - DG Sport Compétition | Citroën C3 Rally2 | 8 |  |  | 9 | 12 | 7 |  |  | 13 | 6 | 8 | 26 |  |  |  |  | 14    | 16º  |

| 2025 | Scuderia | Vettura           |   |  |  |   |    |    |   |  |    |  |  |  |  |  |  |  | Punti | Pos. |
| ---- | -------- | ----------------- | - |  |  | - | -- | -- | - |  | -- |  |  |  |  |  |  |  | ----- | ---- |
| 2025 | PH Sport | Citroën C3 Rally2 | 8 |  |  | 8 | 11 | 33 | 8 |  | 19 |  |  |  |  |  |  |  | 12    |      |

| Legenda | 1º posto | 2º posto | 3º posto | A punti | Senza punti | Ritirato | Squalificato | NP=Non partito C=Gara cancellata | Apice=Power stage |

### Risultati WRC-2
| 2017 | Scuderia | Vettura        |  |  |  |   |  |    |   |  |  |    |  |  |  |  |  |  | Punti | Pos. |
| ---- | -------- | -------------- |  |  |  | - |  | -- | - |  |  | -- |  |  |  |  |  |  | ----- | ---- |
| 2017 |          | Citroën DS3 R5 |  |  |  | 3 |  | 16 | 4 |  |  | 15 |  |  |  |  |  |  | 27    | 14º  |

| 2022 | Scuderia | Vettura           |   |  |   |   |    |  |  |  |   |     |  |   |  |  |  |  | Punti | Pos. |
| ---- | -------- | ----------------- | - |  | - | - | -- |  |  |  | - | --- |  | - |  |  |  |  | ----- | ---- |
| 2022 | PH Sport | Citroën C3 Rally2 | 6 |  | 1 | 1 | 11 |  |  |  | 3 | Rit |  | 2 |  |  |  |  | 98    | 4º   |

| 2023 | Scuderia | Vettura           |   |  |  |   |   |   |  |  |  |   |   |     |  |  |  |  | Punti | Pos. |
| ---- | -------- | ----------------- | - |  |  | - | - | - |  |  |  | - | - | --- |  |  |  |  | ----- | ---- |
| 2023 | PH Sport | Citroën C3 Rally2 | 1 |  |  | 1 | 4 | 4 |  |  |  | 3 | 4 | Rit |  |  |  |  | 104   | 3º   |

| 2024 | Scuderia                   | Vettura           |   |  |  |   |   |   |  |  |  |   |   |    |  |  |  |  | Punti | Pos. |
| ---- | -------------------------- | ----------------- | - |  |  | - | - | - |  |  |  | - | - | -- |  |  |  |  | ----- | ---- |
| 2024 | AEC - DG Sport Compétition | Citroën C3 Rally2 | 1 |  |  | 2 | 5 | 2 |  |  |  | 3 | 1 | 11 |  |  |  |  | 111   | 4º   |

| 2025 | Scuderia | Vettura           |   |  |  |   |   |    |   |  |  |  |  |  |  |  |  |  | Punti | Pos. |
| ---- | -------- | ----------------- | - |  |  | - | - | -- | - |  |  |  |  |  |  |  |  |  | ----- | ---- |
| 2025 | PH Sport | Citroën C3 Rally2 | 1 |  |  | 1 | 2 | 17 | 3 |  |  |  |  |  |  |  |  |  | 82    |      |

| Legenda | 1º posto | 2º posto | 3º posto | A punti | Senza punti | Ritirato | Squalificato | NP=Non partito C=Gara cancellata | Apice=Power stage |

### Risultati WRC-3
| 2015 | Scuderia           | Vettura             |   |  |  |  |  |  |  |  |  |  |   |  |  |  |  |  | Punti | Pos. |
| ---- | ------------------ | ------------------- | - |  |  |  |  |  |  |  |  |  | - |  |  |  |  |  | ----- | ---- |
| 2015 | Rallye Jeunes FFSA | Citroën DS3 R3T Max | 6 |  |  |  |  |  |  |  |  |  | 5 |  |  |  |  |  | 8     | 19º  |

| 2016 | Scuderia           | Vettura             |  |  |  |  |  |  |  |  |  |  |   |  |   |  |  |  | Punti | Pos. |
| ---- | ------------------ | ------------------- |  |  |  |  |  |  |  |  |  |  | - |  | - |  |  |  | ----- | ---- |
| 2016 | Rallye Jeunes FFSA | Citroën DS3 R3T Max |  |  |  |  |  |  |  |  |  |  | 2 |  | 3 |  |  |  | 33    | 10º  |

| 2020 | Scuderia | Vettura       |   |  |  |   |  |    |    |  |  |  |  |  |  |  |  |  | Punti | Pos. |
| ---- | -------- | ------------- | - |  |  | - |  | -- | -- |  |  |  |  |  |  |  |  |  | ----- | ---- |
| 2020 | PH Sport | Citroën C3 R5 | 4 |  |  | 9 |  | 11 | 10 |  |  |  |  |  |  |  |  |  | 15    | 12º  |

| 2021 | Scuderia              | Vettura       |   |  |   |   |   |  |  |   |    |     |  |   |  |  |  |  | Punti | Pos. |
| ---- | --------------------- | ------------- | - |  | - | - | - |  |  | - | -- | --- |  | - |  |  |  |  | ----- | ---- |
| 2021 | Saintéloc Junior Team | Citroën C3 R5 | 1 |  | 3 | 2 | 1 |  |  | 1 | SQ | Rit |  | 2 |  |  |  |  | 130   | 1º   |

| Legenda | 1º posto | 2º posto | 3º posto | A punti | Senza punti | Ritirato | Squalificato | NP=Non partito C=Gara cancellata | Apice=Power stage |

### Risultati J-WRC
| 2014 | Scuderia           | Vettura         |  |  |  |  |  |  |  |  |  |  |   |  |  |  |  |  | Punti | Pos. |
| ---- | ------------------ | --------------- |  |  |  |  |  |  |  |  |  |  | - |  |  |  |  |  | ----- | ---- |
| 2014 | Rallye Jeunes FFSA | Citroën DS3 R3T |  |  |  |  |  |  |  |  |  |  | 5 |  |  |  |  |  | 10    | 13º  |

| 2015 | Scuderia              | Vettura             |   |  |  |  |  |  |  |  |  |  |   |  |  |  |  |  | Punti | Pos. |
| ---- | --------------------- | ------------------- | - |  |  |  |  |  |  |  |  |  | - |  |  |  |  |  | ----- | ---- |
| 2015 | Equipe de France FFSA | Citroën DS3 R3T Max | 5 |  |  |  |  |  |  |  |  |  | 3 |  |  |  |  |  | 25    | 10º  |

| 2016 | Scuderia              | Vettura             |  |  |  |  |  |  |  |  |  |  |   |  |   |  |  |  | Punti | Pos. |
| ---- | --------------------- | ------------------- |  |  |  |  |  |  |  |  |  |  | - |  | - |  |  |  | ----- | ---- |
| 2016 | Equipe de France FFSA | Citroën DS3 R3T Max |  |  |  |  |  |  |  |  |  |  | 2 |  | 3 |  |  |  | 33    | 7º   |

| Legenda | 1º posto | 2º posto | 3º posto | A punti | Senza punti | Ritirato | Squalificato | NP=Non partito C=Gara cancellata | Apice=Power stage |